# Acavidae
Famille
Les Acavidae sont une famille de limaces  et autres mollusques gastéropodes pulmonés terrestres de l'ordre des Stylommatophora et de la super-famille des Acavoidea .

## Genres et espèce compris dans la famille des Acavidae
- Acavus Montfort, 1810
- Ampelita Beck, 1837
- Helicophanta Férussac, 1821
- Leucotaenius Martens, 1860
- Oligospira Ancey, 1887

Acavus haemastoma, de la famille des Acavidae, venant de Matara, Sri Lanka.

  - espèce † Pebasiconcha immanis Wesselingh & Gittenberger, 1999
- Stylodon Beck, 1837

## Source
- Philippe Bouchet & Jean-Pierre Rocroi: Part 2. Working classification of the Gastropoda. Malacologia, 47: 239-283, Ann Arbor 2005,  (ISSN 0076-2997)